# Riccardo Saponara
Riccardo Saponara   (Forlì, 21 de desembre de 1991) és un futbolista italià que juga com a migcampista ofensiu al MKE Ankaragücü turc. És ben conegut per la seva semblança amb Ricardo Kaká en el seu estil de joc.
El gener de 2013, el Milan va fitxar Saponara, de 21 anys, procedent de l'Empoli amb la condició que es mantingués a l'Empoli fins al final de la temporada. Milan va pagar 3,75 milions d'euros per la seva copropietat en un contracte de 4+1⁄2 anys, que el Parma va signar la meitat d'Empoli per 2,6 milions d'euros l'estiu del 2013. Va jugar només 218 minuts de futbol de la Sèrie A repartits en set partits de lliga, sense aportar cap gol ni assistència durant la temporada 2013-14. El juny de 2014, Milan va adquirir la meitat de Parma per només 1 milió d'euros.